# Оружане снаге Румуније
Војска Румуније (рум. Armata Română) је формација коју сачињавају њена три дела, а то су: Копнена војска, Ваздухопловне снаге и Морнарица. У миру, војском управља Министар националне безбедности, а у рату председник Румуније. Румунске трупе су учествовале у неколико мисија, а то су: БиХ, Косово, Ирак и Авганистан. 25. октобар се слави као Дан Војске Румуније.

## Историја
Војска Румуније се оснива за време владавине Александра Јоана Кузе. Румунија је учествовала у Руско-турском рату (1877—1878), Првом светском рату, Другом светском рату.

### Први светски рат
Од 6. маја 1913. године Румунске оружане снаге (Armata Romana) су се састојале од копнене војске (Trupe de uscat) и Краљевске морнарице (Marina Regala). Активна армија првог позива (Armata Activa) је обухватала људе узраста 21-28 година, Резервна армија другог позива (Reserva Armatei) људе од 29-40 година, а Миллиција трећепозиваца (Militii) људе старости 41-46 година. Фердинанд је био главнокомандујући војске, а генерал Думутру Илијеску начелник генералштаба. Војска је 27. августа 1916. године мобилисала 833.601 војника у 20 пешадијских дивизија првог и другог позива и две коњичке дивизије (1. и 2). Дивизије другог позива 21-23 су формиране 9. септембра. Дивизије су груписане у седам корпуса (1-7) који су сачињавали - 1. армију (Крајова) у северозападној Влашкој под командом генерал-пуковника Јоана Клучера, а касније генерал-мајора Јоана Драгалина; 2. армију (Бајкој) у јужној Молдавији под генерал-пуковником Григорију Крајничеануом, касније генерал-пуковник Александру Аверескуом; 3. армију (Букурешт) у јужној Влашкој под Аверескуом; Северну, касније 4. армију (Бакау) у северној Молдавији под генерал-пуковником Константином Прешаном; док је 5. корпус био у стратешкој резерви.
Пешадијска дивизија првог позива (1-10) је бројала 27.000 људи и састојала се од две пешадијске бригаде (свака са два активна пука) и резервне пешадијске бригаде. Пук од 4.793 војника је имао три пешадијска батаљона јачине 1.160 људи, а у сваком батаљону је било по три чете са четири вода, и митраљеска чета. Пук лаке пешадије (Винатори) је имао два батаљона. Дивизија је имала и ескадрон коњаника (Цалараси); артиљеријску бригаду са два пука пољске артиљерије, сваки са два батаљона по три батерије; три батерије топова калибра 5,3 cm, за подршку; инжињеријску чету, „одељење“ везе (пола вода); као и помоћни батаљон (медицинска чета, снадевачка и муницијска комора). Пешадијска дивизија другог позива (11 -15) је имала две резервне пешадијске бригаде, док су остале дивизије (16-23) имале две бригаде првог или другог позива или „мешовите пешадијске бригаде“ у чијим је пуковима 4. батаљон био састављен од територијалаца; батаљон милиције, артиљеријску бригаду и коњички батаљон (са два ескадрона).
Пешадијске бригаде од 1. до 20. и пукови од 1. до 40. су били првог позива, док су бригаде од 21. до 40. и пукови од 41. до. 80. били попуњени другопозивцима из резерве. Коњичка дивизија јачине 5.280 људи је имала три бригаде са два коњичка пука, а сваки пук са 746 људи је имао четири коњичка ескадрона и одељење митраљезаца; бициклистички одред; батаљон коњичке артиљерије (три батерије са 189 војника); радио и телеграфски полувод и помоћни батаљон. Линијска коњица је названа „Црвени људи“ (Rosiori) а територијаци у резерви „Коњица“ (Calarasi).
Постојао је и пук Краљевске гарде (са три ескадрона), погранична бригада и добровољачки моторизовани корпус. Корпус брдске пешадије (VinatorideMunte) је формиран 16. новембра 1915. године и до 1916. био пук јачине 1.980 људи, са три батаљона; у сваком батаљону је била једна чета митраљезаца, телеграфска чета и четири стрељачке чете. Армија је претрпела тешке губитке - 240.000 људи (29%) током 1916. године, јер су преобимне дивизије биле лоше опремљене и са малим бројем официра. У априлу 1917. године Румунска војска од 700.000 људи је била сатерана у источну Молдавију иза реке Серет. Начелник генералштаба је био генерал Прешан, и била је под руском стратегијском командом (генерал Владимир Захаров, касније генерал Димитри Сербацев). Војна мисија француског генерала Анрија Матијаса Бертелоа је реорганизовала Румунску војску у 15 дивизија првог позива и две коњичке дивизије, распоредених у пет корпуса (2-6) и коњички корпус (1. Calarasi, 1. и 6. Rosiori пешачка бригада). Корпуси су организовани у 1. армију (генерал Константин Кристеску, а касније генерал-уковник. Еремија Григореску) и 2. армију (генерал Авереску), са три дивизије (2, 4. и 11) у армијској резерви.
Пешадијске дивизије су имале мањи број људи, али им је повећана ватрена моћ - пешадијском пуку је додата 4. чета за снабдевање; четири прекобројна пешадијска или лака милицијска батаљона су заменила резервну пешадијску бригаду; дивизијска коњица је дуплирана у батаљон (два ескадрона); један пољски артиљеријски пук у артиљеријској бригади је замењен пуком хаубица (два батаљона са две батерије), а додата је и батерија рововских минобацача, док је остала само једна пољска батерија калибра 5,3 cm; инжињеријаје проширенау батаљон (инжињеријска, понтонска, сигнална и ракетна чета); помоћном батаљону су додати одред војне полиције (Jandarmeria) и покретна болница. Коњичка дивизија је смањена на једну коњаничку Rosiori бригаду (два пука са четири ескадрона) и један пук пешадијских Rosiori. Бициклисти су увећани у чету, распуштен је телеграфски полувод, а додат одред војне полиције. Оформљен је и корпус брдске пешадије: погранична бригада (два пука са три батаљона и батерија калибра 5,3 cm) - две артиљеријске гарнизонске („тврдавске") бригаде са два пука; два пука брдске артиљерије са седам батерија сваки; железнички, понтонски, гарнизонски и специјални инжињеријски батаљони.
У августу 1916. Румунска ратна морнарица (штаб у Галатију) је распустила свој поморски одред, остављајући само Дунавску флотилу са четири оклопна монитора, четири топовњаче и осам торпедних чамаца да се бори са мађарском Дунавском флотилом. Армијски ваздухопловни корпус (Corpul Aerian Romana) је основан 20. априла 1913. године, а од 15. августа 1916. године по једна мешовита ескадрила је додељена свакој од армија, докје један пук игруп) бранио Букурешт. У јануару 1917. корпус је повећан на четири мешовита ваздухопловна пука (1-4), сваки са две или три ескадриле, да би од марта 1917. био преименован у Краљевско румунско ваздухопловство (Aeronautica Regala Romana).
Од августа 1916. до децембра 1917. године руска армија са 44 дивизије је помагала Румунији. У Буковини и северној Молдавији је била 9. армија (40. корпус) током 1916. године, а 8. армија 1917. године; у јужној Молдавији током 1916. је била 4. армија (7. и 8. корпус), а 1917. ту је била 9. армија (2, 24, 26, 36. и 40. корпус); у источној Влашкој 4. армија (7, 8. и 30. корпус) 1917. години; у Добруџи је 1916. била Дунавска армија (47. корпус), а 1917. 6. армија (4, 47,4. сибирски и 6. коњички корпус). Армијску резерву
1917. години чинили су 29, 45. и 3. коњички корпус. Румунија је оклевала са демобилизацијом, што је
захтевано Букурештанским споразумом од 7. маја 1918. године, и реорганизацијом војске у пет корпуса, сваки са три пешадијске дивизије. Војска под командом генерала Кристескуа је 10. новембра 1918. ремобилисала седам пешадијских (6-10 и 13-14), две коњичке (1-2) и две нове, лаке дивизије (1-2); и до 1. децембра 1918. године окупирала Трансилванију, источни Банат, Буковину и јужну Добруџу, на тај начин удвостручивши величину Румуније на 294.967 km².